# 스펙트럼 센터
스펙트럼 센터(영어: Spectrum Center)는 미국 노스캐롤라이나주 샬럿에 위치한 실내 경기장이다. 현재 NBA 샬럿 호니츠의 홈경기장으로 사용하고 있으며, 과거 WNBA 샬럿 스팅과 ECHL 샬럿 체커스 그리고 AHL 샬럿 체커스의 홈경기장으로 사용했다.
| NBA 올스타전 개최 경기장 |                      |                 |
| 2018년                   | 2019년 스펙트럼 센터 | 2020년          |
| 스테이플스 센터          | 2019년 스펙트럼 센터 | 유나이티드 센터 |
|                          |                      |                 |
|                          |                      |                 |